# Leichtathletik-Europameisterschaften 1954/4 × 400 m der Männer

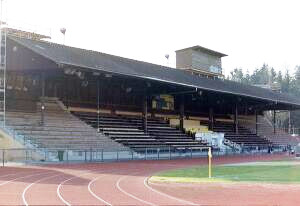
Tribüne des Stadions Neufeld in Bern

Die 4-mal-400-Meter-Staffel der Männer bei den Leichtathletik-Europameisterschaften 1954 wurde am 28. und 29. August 1954 im Stadion Neufeld in Bern ausgetragen.
Europameister wurde Frankreich in der Besetzung Pierre Haarhoff, Jacques Degats, Jean-Paul Martin du Gard und Jean-Pierre Goudeau. Die Bundesrepublik Deutschland kam mit Hans Geister, Helmut Dreher, Heinz Ulzheimer und Karl-Friedrich Haas auf den zweiten Platz. Finnland (Ragnar Graeffe, Sven-Oswald Mildh, Rolf Back, Voitto Hellsten) gewann die Bronzemedaille.

## Rekorde

### Bestehende Rekorde
| Weltrekord           | 3:03,9 min | Jamaika (Arthur Wint, Leslie Laing, Herb McKenley, George Rhoden)                   | OS Helsinki, Finnland | 27. Juli 1952   |
| Europarekord         | 3:06,6 min | BR Deutschland (Hans Geister, Günther Steines Heinz Ulzheimer, Karl-Friedrich Haas) | OS Helsinki, Finnland | 27. Juli 1952   |
| Meisterschaftsrekord | 3:10,2 min | Großbritannien (Martin Pike, Leslie Lewis, Angus Scott, Derek Pugh)                 | EM Brüssel, Belgien   | 27. August 1950 |

### Rekordverbesserung
Der bestehende EM-Rekord wurde zweimal verbessert. Darüber hinaus gab es drei Landesrekorde.
- Meisterschaftsrekorde:
  - 3:09,7 min – BR Deutschland (Hans Geister, Helmut Dreher, Heinz Ulzheimer, Karl-Friedrich Haas), zweiter Vorlauf am 28. August
  - 3:08,7 min – Frankreich (Pierre Haarhoff, Jacques Degats, Jean-Paul Martin du Gard, Jean-Pierre Goudeau), Finale am 29. August
- Landesrekorde:
  - 3:25,7 min – Österreich (Gerald Wicher, Rudolf Haidegger, Hans Muchitsch, Ernst Suppan), erster Vorlauf am 28. August
  - 3:11,3 min – Finnland (Ragnar Graeffe, Sven-Oswald Mildh, Rolf Back, Voitto Hellsten), dritter Vorlauf am 28. August
  - 3:08,7 min – Frankreich (Pierre Haarhoff, Jacques Degats, Jean-Paul Martin du Gard, Jean-Pierre Goudeau), Finale am 29. August
  - 3:12,5 min – Schweden (Gösta Brännström, Uno Elofsson, Tage Ekfeldt, Lars-Erik Wolfbrandt), Finale am 29. August

## Vorrunde
28. August 1954, 17:40 Uhr
Die Vorrunde wurde in drei Läufen. Die ersten beiden Staffeln pro Lauf – hellblau unterlegt – qualifizierten sich für das Finale.

### Vorlauf 1
| Platz | Staffel     | Besetzung                                                       | Zeit (min) |
| ----- | ----------- | --------------------------------------------------------------- | ---------- |
| 1     | Ungarn      | Péter Karádi Lajos Szentgáli Egon Solymossy Zoltán Adámik       | 3:12,0     |
| 2     | Schweden    | Gösta Brännström Uno Elofsson Tage Ekfeldt Lars-Erik Wolfbrandt | 3:12,8     |
| 3     | Sowjetunion | Oleg Agejew Edmunds Pilags Timofei Schewtschenko Jurij Bitter   | 3:14,1     |
| 4     | Österreich  | Gerald Wicher Rudolf Haidegger Hans Muchitsch Ernst Suppan      | 3:25,7 NR  |

### Vorlauf 2
| Platz | Staffel        | Besetzung                                                                   | Zeit (min) |
| ----- | -------------- | --------------------------------------------------------------------------- | ---------- |
| 1     | BR Deutschland | Hans Geister Helmut Dreher Heinz Ulzheimer Karl-Friedrich Haas              | 3:09,7 CR  |
| 2     | Frankreich     | Pierre Haarhoff Jacques Degats Jean-Paul Martin du Gard Jean-Pierre Goudeau | 3:11,2     |
| 3     | Schweiz        | René Weber Josef Steger Ernst Vogel Jean-Jacques Hegg                       | 3:13,4     |

### Vorlauf 3
| Platz | Staffel        | Besetzung                                                      | Zeit (min) |
| ----- | -------------- | -------------------------------------------------------------- | ---------- |
| 1     | Großbritannien | Peter Higgins Alan Dick Peter Fryer Derek Johnson              | 3:10,8     |
| 2     | Finnland       | Ragnar Graeffe Sven-Oswald Mildh Rolf Back Voitto Hellsten     | 3:11,3 NR  |
| 3     | Polen          | Stanisław Swatowski Zbigniew Makomaski Lech Sierek Gerard Mach | 3:13,1     |
| 4     | Belgien        | Charles Cuvelier Roger Moens Lucien De Muynck Dirk Stoclet     | 3:15,9     |

## Finale
29. August 1954
| Platz | Staffel        | Besetzung                                                                   | Zeit (min)                     |
| ----- | -------------- | --------------------------------------------------------------------------- | ------------------------------ |
| 1     | Frankreich     | Pierre Haarhoff Jacques Degats Jean-Paul Martin du Gard Jean-Pierre Goudeau | 3:08,7 CR/NR                   |
| 2     | BR Deutschland | Hans Geister Helmut Dreher Heinz Ulzheimer Karl-Friedrich Haas              | 3:08,8                         |
| 3     | Finnland       | Ragnar Graeffe Sven-Oswald Mildh Rolf Back Voitto Hellsten                  | 3:11,5                         |
| 4     | Schweden       | Gösta Brännström Uno Elofsson Tage Ekfeldt Lars-Erik Wolfbrandt             | 3:12,5 NR                      |
| 5     | Ungarn         | Péter Karádi Lajos Szentgáli Egon Solymossy Zoltán Adámik                   | 3:28,2                         |
| DSQ   | Großbritannien | Peter Higgins Alan Dick Peter Fryer Derek Johnson                           | IWR 163, TR17.3 Bahnübertreten |